# Produce X 101
Produce X 101 (кор. 프로듀스 X 101) — це південнокорейське танцювально-співоче талант-шоу, яке є четвертим сезоном популярної франшизи Produce 101. Шоу транслювалася на телеканалі Mnet з 3 травня по 19 липня 2019 року. У фіналі було сформовано глобальний чоловічий айдол-гурт, контракт якого було підписано терміном на п'ять років. Гурт складається з 11 учасників та має назву X1.

## Історія
Вперше Mnet офіційно оголошено про новий сезон та показано його перший тизер під час церемонії MAMA 2018. 27 лютого стало відомо, що контракт з фінальним гуртом буде укладено на термін 5 років. 4 березня було оголошено, що ведучим телепередачі стане Лі Дон Ук. 11 березня Mnet оголосила, що в перше глядачі зможуть проголосувати за учасника, який займає центральну позицію в танці. Голосування проходило 15 березня з 12 години до 24 години KST. 12 березня було повідомлено, що 20 березня буде проведено захід «Runway Show», на якому глядачі зможуть зустріти учасників передачі. 21 березня під час програми M Countdown було показано перший танцювальний виступ всіх учасників телешоу Produce X 101 під основну його пісню «_지마 (X1-MA)».
8 травня Mnet повідомив, що учасник Юн Со Бін покинув програму, внаслідок звинувачень щодо вживання алкоголю, паління та цькуванні (булінгу) осіб, коли він навчався у середній школі. Також разом із цим було розірвано його контракт із агентством JYP.
19 липня 2019 під час фінальної серії телепередачі було сформовано гурт X1, що складається з 11 учасників.

## Учасники
| Компанія                | Ім'я учасника   | Компанія                  | Ім'я учасника  |
| ----------------------- | --------------- | ------------------------- | -------------- |
| AAP. Y                  | Кан Хьон Су     | Starship Entertainment    | Хам Вон Джін   |
| AAP. Y                  | Лі Мі Дам       | Astory Entertainment      | Чон Хьон У     |
| AAP. Y                  | Чон Мьон Хун    | Astory Entertainment      | Хо Чін Хо      |
| DSP Media               | Сон Тон Пхьо    | Woollim Entertainment     | Кім Тон Юн     |
| DSP Media               | Лі Чун Хьок     | Woollim Entertainment     | Кім Мін Со     |
| DSP Media               | Лі Хван         | Woollim Entertainment     | Мун Чун Хо     |
| HONG YI                 | Вей Цзиюе       | Woollim Entertainment     | Чу Чхан Ук     |
| HONG YI                 | Тоні            | Woollim Entertainment     | Чха Чун Хо     |
| MBK                     | Кім Йон Сан     | Woollim Entertainment     | Хван Юн Сон    |
| MBK                     | Нам То Хьон     | Cre.ker Entertainment     | Квон Хий Джун  |
| MBK                     | Лі Хан Кьоль    | fantagio                  | Хан Кі Чхан    |
| SF                      | Сон Мін Со      | Chandelier Music          | Пхік           |
| YG                      | Ван Цзюньхао    | E Entertainment           | Вон Хьок       |
| YG                      | Хідака Махіро   | E Entertainment           | Лі Вон Джун    |
| Maroo Entertainment     | Лі У Джін       | JH1 Entertainment         | Уехара Чун     |
| Maroo Entertainment     | Лі Чін У        | NEST Management           | Пак Юн Соль    |
| Maroo Entertainment     | Лі Тхе Син      | NEST Management           | О Се Бом       |
| Brand New Music         | Кім Сі Хун      | WM Entertainment          | Лі Кю Хьон     |
| Brand New Music         | Юн Чон Хван     | The South                 | Нам Тон Хьон   |
| Brand New Music         | Лі Ин Сан       | Million Market            | Ю Кон Мін      |
| Brand New Music         | Хон Сон Джун    | Stone Music               | Кім Сон Хьон   |
| Enfant Terrible Company | Чхве Пьон Хун   | Around us Entertainment   | У Че Вон       |
| A Conic                 | Квон Тхе Вон    | Around us Entertainment   | Чон Че Хун     |
| Jellyfish               | Кім Мін Ґю      | Around us Entertainment   | Чхве Сі Хьок   |
| Jellyfish               | Чхве Чун Сон    | OUI Entertainment         | Кім Йо Хан     |
| TOP Media               | Кім У Сок       | Kranzy Entertainment      | Кім Кван У     |
| TOP Media               | Лі Чін Хьок     | Plasma Entertainment      | Пак Сі Он      |
| C9 Entertainment        | Ким Тон Хьон    | DS Entertainment          | Стівен Кім     |
| C9 Entertainment        | Лі Че Бін       | Gost                      | Юн Хьон Чо     |
| ESteem                  | Кім Син Хван    | Gost                      | Лі Сан Хо      |
| ESteem                  | Кім Чін Ґон     | JYP Entertainment         | Юн Со Бін      |
| ESteem                  | Андзарді Тімоті | Plan A Entertainment      | Чхве Пьон Чхан |
| ESteem                  | Юрі             | Plan A Entertainment      | Хан Син У      |
| iMe KOREA               | Лі Се Джін      | WUZO Entertainment        | Чхве Чін Хва   |
| MLD Entertainment       | Кім Тон Бін     | Think About Entertainment | Кім Чун Дже    |
| sidusHQ                 | Пак Сон Хо      | Vine Entertainment        | Пек Джін       |
| Індивідуальні стажери   | Кан Сок Хва     | Source Music              | Кім Хьон Бін   |
| Індивідуальні стажери   | Кім Сон Йон     | Source Music              | Юн Мін Кук     |
| Індивідуальні стажери   | Пак Чін Йоль    | Source Music              | Цай Цяхао      |
| Індивідуальні стажери   | Лі Ю Джін       | Urban Works               | Кім Тон Кю     |
| Індивідуальні стажери   | Лі Ха Мін       | Urban Works               | Кім Мін Со     |
| Індивідуальні стажери   | Лі Хьоп         | Urban Works               | Пьон Сон Тхе   |
| Індивідуальні стажери   | Ім Сіу          | Urban Works               | Хон Сон Хьон   |
| Індивідуальні стажери   | Чон Йон Бін     | Yuehua Entertainment      | Ю Сон Джун     |
| Індивідуальні стажери   | Чхве Су Хван    | Yuehua Entertainment      | Чо Син Йон     |
| The Music Works         | Кім Кук Хон     | Yuehua Entertainment      | Хван Ким Рюль  |
| The Music Works         | Сон Ю Він       | Kiwi Media Group          | Кім Хьон Мін   |
| Starship Entertainment  | Кан Мін Хий     | Kiwi Media Group          | Сон Чхан Ха    |
| Starship Entertainment  | Ку Чон Мо       | Kiwi Media Group          | Лім Та Хун     |
| Starship Entertainment  | Мун Хьон Бін    | Happyface Entertainment   | Вон Хьон Сік   |
| Starship Entertainment  | Сон Хьон Джун   |                           |                |

## Дискографія
| _지마 [X1-MA] | _지마 [X1-MA] | _지마 [X1-MA] | _지마 [X1-MA] |
| #             | Назва         | Виконавець    | Тривалість    |
| ------------- | ------------- | ------------- | ------------- |
| 1.            | «X1-MA»       | PRODUCE X 101 | 4:14          |

| _지마 [X1-MA] Piano Version | _지마 [X1-MA] Piano Version | _지마 [X1-MA] Piano Version | _지마 [X1-MA] Piano Version |
| #                           | Назва                       | Виконавець                  | Тривалість                  |
| --------------------------- | --------------------------- | --------------------------- | --------------------------- |
| 1.                          | «X1-MA (Piano Version)»     | PRODUCE X 101               | 4:24                        |

| Produce X 101 - 31 Boys 6 Concepts | Produce X 101 - 31 Boys 6 Concepts | Produce X 101 - 31 Boys 6 Concepts | Produce X 101 - 31 Boys 6 Concepts |
| #                                  | Назва                              | Виконавець                         | Тривалість                         |
| ---------------------------------- | ---------------------------------- | ---------------------------------- | ---------------------------------- |
| 1.                                 | «U GOT IT»                         | GOT U                              | 3:08                               |
| 2.                                 | «Monday to Sunday»                 | Daily Vitamin                      | 3:36                               |
| 3.                                 | «Pretty Girl»                      | Crayon                             | 3:32                               |
| 4.                                 | «Super Special Girl»               | MamMam                             | 3:11                               |
| 5.                                 | «MOVE»                             | SIXC (6 Crazy)                     | 3:05                               |

| Produce X 101 - Final | Produce X 101 - Final | Produce X 101 - Final | Produce X 101 - Final |
| #                     | Назва                 | Виконавець            | Тривалість            |
| --------------------- | --------------------- | --------------------- | --------------------- |
| 1.                    | «Boyness»             | Produce X 101         | 3:46                  |
| 2.                    | «To My World»         | Produce X 101         | 3:23                  |
| 3.                    | «Dream For You»       | Produce X 101         | 3:47                  |

## Рейтинги
Найнижчі рейтинги позначені синім кольором, а найвищі — червоним кольором.
| Номер #          | Дата показу      | Середня загальна кількість переглядів | Середня загальна кількість переглядів |
| Номер #          | Дата показу      | AGB Nielsen                           | AGB Nielsen                           |
| Номер #          | Дата показу      | Загальнонаціональні                   | Сеул                                  |
| ---------------- | ---------------- | ------------------------------------- | ------------------------------------- |
| 1                | 3 травня 2019    | 1,448 %                               | 1,694 %                               |
| 2                | 10 травня 2019   | 2,309 %                               | 2,920 %                               |
| 3                | 17 травня 2019   | 2,130 %                               | 2,501 %                               |
| 4                | 24 травня 2019   | 2,244 %                               | 2,395 %                               |
| 5                | 31 травня 2019   | 2,102 %                               | 2,450 %                               |
| 6                | 7 червня 2019    | 2,230 %                               | 2,569 %                               |
| 7                | 14 червня 2019   | 2,019 %                               | 2,425 %                               |
| 8                | 21 червня 2019   | 2,183 %                               | 2,405 %                               |
| 9                | 28 червня 2019   | 2,508 %                               | 2,738 %                               |
| 10               | 5 липня 2019     | 2,314 %                               | 2,803 %                               |
| 11               | 12 липня 2019    | 2,220 %                               | 2,800 %                               |
| 12               | 19 липня 2019    | 3,892 %                               | 3,822 %                               |
| Середнє значення | Середнє значення | 2,300 %                               | 2,627 %                               |